# Радослав Змітрович
Радослав Змітрович OMI (пол. Radosław Zmitrowicz; нар. 2 вересня 1962, Гданськ, Польща) — польський католицький єпископ, член згромадження Місіонерів Облатів Непорочної Марії. З 2013 року — єпископ-помічник Кам'янецької дієцезії Римсько-католицької церкви в Україні.

## Біографія
У 1981 році вступив до новіціяту згромадження Місіонерів Облатів Непорочної Марії. Священичі свячення отримав 17 червня 1989 року з рук єпископа Станіслава Напєрали. Працював у Познані та у нижчій семінарії облатів у Марковіцах.
У 1997—2000 роках здійснював місіонерське служіння в Туркменістані. Згодом працював у Україні як душпастир, а у 2006 році став настоятелем делегатури згромадження облатів в Україні.

## Єпископ
29 листопада 2012 року Папа Римський Бенедикт XVI призначив його єпископом-помічником Кам'янецької дієцезії з титулярним осідком у Гипсарії. Єпископські свячення отримав 9 лютого 2013 року з рук ординарія Кам'янецької дієцезії Леона Дубравського.